# Cantá
Cantá este un oraș în Roraima (RR), Brazilia.